# Hilpoltstein
Hilpoltstein je město v německé spolkové zemi Bavorsko, v zemském okrese Roth ve vládním obvodu Střední Franky.
V roce 2011 zde žilo 13 363 obyvatel.